# 社会主义青年联盟 (捷克斯洛伐克)

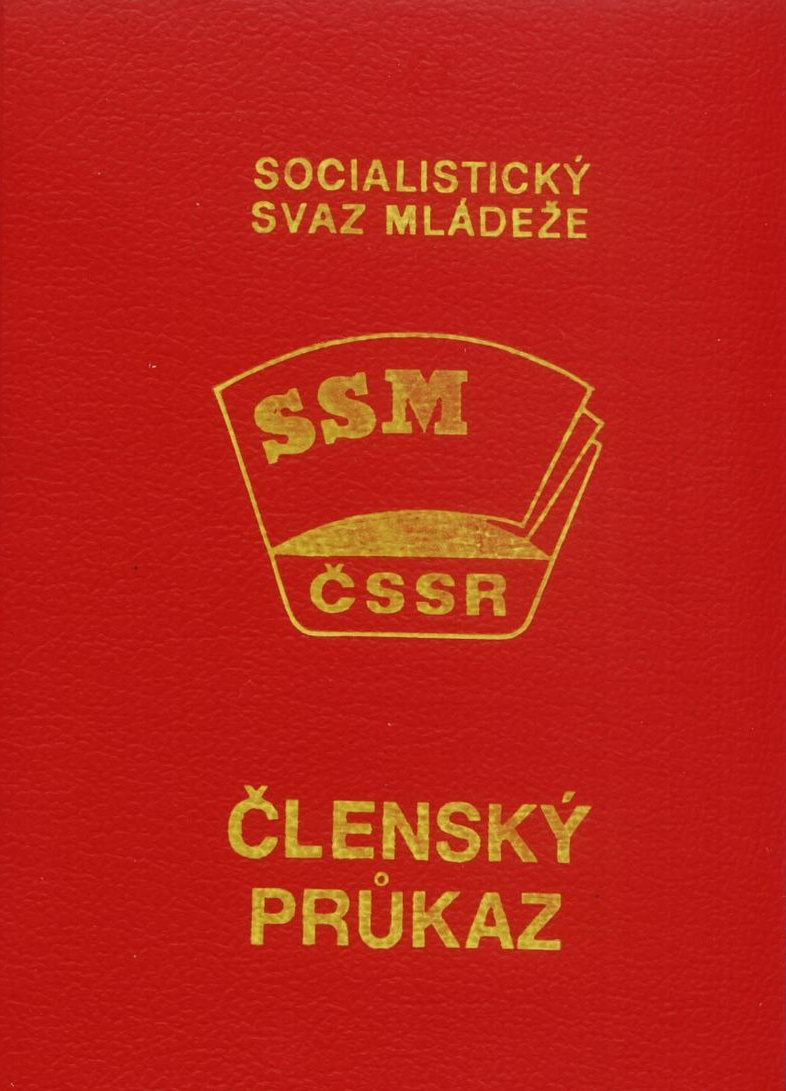
成员证件

社会主义青年联盟（捷克語：Socialistický svaz mládeže，缩写为SSM）是捷克斯洛伐克社会主义共和国的青年组织，受捷克斯洛伐克共产党领导，成立于1970年，1989年解体。
社会主义青年联盟是接替1968年华约武装入侵捷克斯洛伐克后停止活动的捷克斯洛伐克青年团的青年组织。首任青年联盟中央委员会第一书记是Juraj Varholík，末任为Martin Ulčák。
社会主义青年联盟同时领导下属先锋运动组织——社会主义青年联盟先锋队。